# Уигнолл, Фрэнк
Фрэнк Уигнолл (англ. Frank Wignall; род. 21 августа 1939, Англия) — английский футболист, нападающий.

## Клубная карьера
Уигнолл подписал контракт с «Ноттингем Форест» после ухода из «Эвертона» в 1963 году. Он дебютировал 24 августа 1963 года и забил свой первый гол во второй выездной игре с «Ливерпулем» 29 августа. Он был лучшим бомбардиром клуба «Ноттингем Форест» в течение своих первых двух сезонов там, забив 21 гол в сезоне 1963—1964 и 16 голов в сезоне 1964—1965.
Уигнолл играл за «Дерби Каунти» с 1969 по 1971 год и начал регулярно играть в сезоне 1971—1972, забив 5 голов в 11 матчах чемпионата. Однако он был переведен в «Мансфилд Таун» в конце 1971 года.
Завершил карьеру футболиста в 1974 году в клубах «Кингс-Линн» и «Бертон Альбион».

## Карьера в сборной
Уигнолл дважды сыграл за сборную Англии на позиции центрального нападающего. Он забил два своих гола за сборную в своём дебютном матче за сборную Англии против Уэльса 18 ноября 1964 года. Его вторая и последняя игра за сборную Англии против Нидерландов завершилась вничью.

## Тренерская карьера
В 1973—1974 он был игроком-тренером клуба «Кингс-Линн». В 1975—1976 годах работал тренером в национальной сборной Катара, а в июле 1981 года он был назначен тренером клуба «Шепшед Динамо».